# Tomás de Lorenzana
Tomás de Lorenzana y de Butrón o Buitrón (León, 1728 - Gerona, 21 de enero de 1796), eclesiástico católico español de la Ilustración, obispo de Gerona entre 1775 y 1796, hermano del Cardenal y Arzobispo de Toledo Francisco Antonio de Lorenzana.

## Biografía
Fue colegial en San Ildefonso de Alcalá de Henares, Doctoral de la iglesia de Tuy, Penitenciario de la de Salamanca y Deán de la de Zaragoza. Tomó posesión de la Silla de Gerona el 28 de mayo de 1775. Levantó un Hospicio para que los menesterosos aprendieran un oficio, al modo que recomendaba la caridad ilustrada, levantado en parte a sus propias costas, donde se hacían manufacturas de algodón, y fomentó otras industrias. También levantó el Hospital que lleva su nombre y estableció juntas de caridad a las que asistía regularmente. Publicó varias pastorales y exhortos en que lucía un buen castellano clásico y que Jaime Villanueva (víd. "Bibliografía") estimó habrían de reunirse e imprimirse. Estableció además una escuela gratuita de dibujo que comenzó en 1790; pagó de su bolsillo la escalera y salas del edificio y regaló buenos modelos. Extendió el edificio de las beatas Terciarias de Santo Domingo y costeó la educación en él de muchas niñas pobres. 
En Olot inauguró en 1784, a sus costas y con la donación testamentaria de Antoni Llopis, antiguo alcalde de la ciudad, un Hospicio según los diseños del arquitecto del Neoclasicismo Ventura Rodríguez, en piedra negra volcánica, con escuelas de gramática, retórica y dibujo. También emprendió la construcción de la capilla de San Narciso que acogió el cuerpo del Santo hasta 1936. Consiguió de Pío VI en 1790 permiso para lecciones propias del segundo nocturno y oración para la fiesta de San Félix Mártir, que compuso el erudito e ilustrado canónigo gerundense y profesor de derecho en la Universidad de Cervera Francisco Javier Dorca y Parra (San Félix el Africano es uno de los dos patrones de Gerona y fue martirizado y enterrado en la ciudad en el siglo IV durante la Persecución de Diocleciano; se le rinde culto en la colegiata que lleva su nombre, suprimida en 1851). 
Visitó su diócesis y aumentó las cátedras del Seminario de Gerona, abriendo su biblioteca y homologando sus cursos en todas las universidades a fecha del 10 de noviembre de 1795. Elaboró y aprobó sus Constituciones e inspeccionó sus clases casi diariamente. Murió el 21 de enero de 1796. Esta enterrado en la Catedral de Gerona. Fue distinguido con el grado de caballero de la Orden de Carlos III.
Su hermano Francisco Antonio de Lorenzana y Butrón le dirigió la Carta al Ilustrísimo Sr don Tomás de Lorenzana, su hermano, obispo de la santa iglesia de Gaona, sobre hospicios (1783).